# 1072 Malva
Malva (asteroide 1072) é um asteroide da cintura principal com um diâmetro de 45,05 quilómetros, a 2,3922007 UA. Possui uma excentricidade de 0,2433545 e um período orbital de 2 053,29 dias (5,62 anos).
Malva tem uma velocidade orbital média de 16,7509777 km/s e uma inclinação de 8,02855º.
Esse asteroide foi descoberto em 4 de Outubro de 1926 por Karl Reinmuth.